# New Smyrna Speedway
O New Smyrna Speedway é um autódromo localizado em New Smyrna Beach, no estado da Flórida, nos Estados Unidos, o circuito é no formato oval com 0,8 km (0,5 milhas) de extensão e até 20 graus de inclinação nas curvas, o circuito foi inaugurado em 1966, recebe algumas categorias menores da NASCAR e também é utilizado como circuito de testes por algumas equipes das categorias principais.